# 米卡·库西斯托
米卡·库西斯托（芬蘭語：Mika Kuusisto，1967年12月13日—），芬兰男子越野滑雪运动员。他曾代表芬兰参加1992年冬季奥林匹克运动会越野滑雪比赛，获得男子4×10公里接力铜牌。